# Jogos Mundiais Militares de Inverno de 2010
Os 1ºs Jogos Mundiais Militares de Inverno foram um evento multiesportivo realizado em Vale de Aosta, Itália, entre 20 e 25 de Março de 2010.
Durante os seis dias de competição, 43 países estiveram representados no evento, que contou com o apoio do CISM, Comitê Olímpico Internacional e o governo de Vale de Aosta.

## Esportes
Sete modalidades esportivas fizeram parte do evento, a saber:
- Esqui alpino
- Biatlo
- Esqui cross-country
- Escalada
- Patinação de velocidade em pista curta
- Esqui de Orientação
- Esqui Alpino
- Esqui Montanhismo

## Quadro de Medalhas
O país-sede está destacado com a cor azul.
| Ordem | País      | Medalha de ouro | Medalha de prata | Medalha de bronze | Total |
| ----- | --------- | --------------- | ---------------- | ----------------- | ----- |
| 1     | Itália    | 7               | 3                | 7                 | 17    |
| 2     | França    | 6               | 2                | 4                 | 10    |
| 3     | China     | 3               | 7                | 0                 | 10    |
| 4     | Rússia    | 3               | 2                | 1                 | 6     |
| 5     | Noruega   | 2               | 4                | 2                 | 8     |
| 6     | Eslovênia | 2               | 2                | 0                 | 4     |
| 7     | Polónia   | 2               | 0                | 1                 | 3     |
| 8     | Estónia   | 1               | 1                | 0                 | 2     |
| 9     | Alemanha  | 1               | 0                | 3                 | 4     |
| 10    | Bulgária  | 1               | 0                | 0                 | 1     |
| 11    | Áustria   | 0               | 3                | 2                 | 5     |
| 12    | Suíça     | 0               | 2                | 1                 | 3     |
| 13    | Roménia   | 0               | 1                | 1                 | 2     |
| 14    | Finlândia | 0               | 0                | 2                 | 2     |
| 15    | Lituânia  | 0               | 0                | 1                 | 1     |
| 15    | Sérvia    | 0               | 0                | 1                 | 1     |
| Fonte |           |                 |                  |                   |       |

## Vencedores por modalidade

### Esqui alpino

#### Prova Masculina
| Evento                    | Ouro             | Prata                  | Bronze                |
| ------------------------- | ---------------- | ---------------------- | --------------------- |
| Slalom Gigante            | Adrien Theaux    | Manfred Moelgg         | Massimiliano Blardone |
| Slalom Gigante por equipe | Itália           | Áustria                | Alemanha              |
| Slalom especial           | Giuliano Razzoli | Matthias Tippelreither | Stefan Kogler         |
| Slalom gigante por equipe | Itália           | Eslovênia              | Sérvia                |

#### Prova Feminina
| Evento                    | Ouro          | Prata           | Bronze        |
| ------------------------- | ------------- | --------------- | ------------- |
| Slalom gigante            | Denise Karbon | Irene Curtoni   | Fanny Chmelar |
| Slalom gigante por equipe | Itália        | Áustria         | Romênia       |
| Slalom especial           | Fanny Chmelar | Marion Bertrand | Tessa Worley  |
| Slalom gigante por equipe | França        | Romênia         | Itália        |

### Biatlo

#### Prova masculina
| Evento                      | Ouro                | Prata          | Bronze               |
| --------------------------- | ------------------- | -------------- | -------------------- |
| Sprint de 10kms             | Hans Martin Gjedrem | Roland Lessing | Christian Martinelli |
| Sprint de 10 kms por equipe | Itália              | Noruega        | Finlândia            |
| Patrulha 25 km              | Estônia             | Suíça          | França               |

#### Prova feminina
| Evento                  | Ouro           | Prata       | Bronze           |
| ----------------------- | -------------- | ----------- | ---------------- |
| Sprint 7,5km            | Krystyna Palka | Wang Chunli | Roberta Fiandino |
| Sprint 7,5km por equipe | Polônia        | China       | Noruega          |
| Patrulha 15kms          | Noruega        | China       | Polônia          |

### Ski Cross-country

#### Prova masculina
| Evento                        | Ouro           | Prata       | Bronze           |
| ----------------------------- | -------------- | ----------- | ---------------- |
| 15 km estilo livre            | Vincent Vittoz | Toni Livers | Giorgio Di Centa |
| 15 km estilo livre por equipe | França         | Itália      | Suíça            |

#### Prova feminina
| Evento             | Ouro                | Prata              | Bronze         |
| ------------------ | ------------------- | ------------------ | -------------- |
| 10 km estilo livre | Natalia Korosteleva | Kari Henneseid Eie | Marianna Longa |

### Escalada

#### Prova masculina
| Evento | Ouro         | Prata             | Bronze        |
| ------ | ------------ | ----------------- | ------------- |
| Indoor | Klemen Becan | Kilian Fischhuber | Flavio Crespi |

#### Prova feminina
| Evento | Ouro        | Prata         | Bronze          |
| ------ | ----------- | ------------- | --------------- |
| Indoor | Maja Vidmar | Martina Cufar | Marion Poitevin |

### Patinação de velocidade em pista curta

#### Prova masculina
| Evento | Ouro         | Prata     | Bronze         |
| ------ | ------------ | --------- | -------------- |
| 500 m  | Nie Xin      | Cui Liang | Roberto Serra  |
| 1500 m | Song Weilong | Nie Xin   | Torsten Kroger |

#### Prova feminina
| Evento | Ouro             | Prata      | Bronze            |
| ------ | ---------------- | ---------- | ----------------- |
| 500 m  | Ma Shuai         | Sun Huizhu | Veronika Windisch |
| 1500 m | Evgenia Radanova | Sun Huizhu | Veronika Windisch |

### Orientação de Esqui

#### Prova masculina
| Evento        | Ouro              | Prata        | Bronze           |
| ------------- | ----------------- | ------------ | ---------------- |
| Cross-country | Eduard Khrennikov | Elvind Tonna | Vasily Glukharev |
| Por equipe    | Rússia            | Noruega      | Finlândia        |

#### Prova feminina
| Evento        | Ouro            | Prata           | Bronze               |
| ------------- | --------------- | --------------- | -------------------- |
| Cross-country | Christelle Gros | Natalia Naumova | Elodie Bourgeois Pin |
| Por equipe    | França          | Rússia          | Lituânia             |

FONTE:

## References
1. 1 2  http://www.rio2011.mil.br/index.php?option=com_content&view=article&id=46&Itemid=27&lang=pt Arquivado em 29 de junho de  2011, no Wayback Machine.> Acesso em 19 de Jul de 2011
2. ↑  Sports List. WMG2010. Disponível em <http://www.cismvda.it/main5/index.php?option=com_content&view=article&id=52&Itemid=54&lang=en>Acesso[ligação inativa] em 19 de Jul de 2011
3. ↑  «Cópia arquivada». Consultado em 19 de julho de 2011. Arquivado do original em 6 de fevereiro de 2010
4. ↑  Todos os resultados estão disponíveis para download em <http://www.cismvda.it/main5/index.php?option=com_content&view=article&id=55&Itemid=57&lang=en Arquivado em 15 de abril de  2010, no Wayback Machine.>